# Une affaire privée - Una questione privata
Une affaire privée è un film del 2002 diretto da Guillaume Nicloux.

## Trama
L'investigatore François Manéri viene assunto per indagare su una ragazza, Rachel Siprien, scomparsa da sei mesi. Le sue ricerche lo condurranno dalla sua migliore amica, dal patrigno, dall'ex fidanzato e dai conoscenti.